# Jörgen Mulligan
Jörgen Christian Mulligan, född 18 april 1945 i Norrköpings S:t Olai församling, är en svensk skådespelare och estradör.

## Biografi
Jörgen Muligan debuterade som 7-åring, då han framträdde med Povel Ramels The Gräsänkling blues på Barnens dag i Norrköping. Under 1960-talet var han engagerad i flera av Tjadden Hällströms revyer på Lilla Teatern i Norrköping. 1967 kom han till Arbisteatern där han medverkade i ett flertal operetter bl.a. Glada Änkan 1967, Csardasfurstinnan 1969 och Cirkusprinsessan 1971. Han regisserade, ansvarade för scenografi och kostym samt spelade huvudrollen i succén Hur man lyckas i affärer utan att egentligen anstränga sig på Arbis 1979.
Sedan 1981 är han engagerad vid Östgötateatern i Norrköping - Linköping, där han framförallt medverkat i musikaler som bl.a. Candide, Sweet Charity, Little Shop of Horrors och My Fair Lady. 1993 gjorde han stor succé som nattklubbsstjärnan Albin/Zaza i La Cage Aux Folles, samma roll gjorde han på Folkan i Stockholm, men då i talpjäsversionen Min mamma herr Albin 1995. På Östgötateatern har han även medverkat i en lång rad talpjäser bl.a. Samtal efter en begravning, Streber och Trettondagsafton.
Jörgen har turnerat med Riksteatern I bl.a. Oh mein Papa, Fantomen på Operan och My Fair Lady. Han har spelat fars med Tjadden Hällström på Skandiateatern och krogshowat med Git Gay på Hotel Kramer i Malmö. Mulligan har också gjort sig känd som skicklig imitatör av Zarah Leander. I dokumentärfilmen Jörgen med Z berättar han om sin vänskap med Zarah.
2009 mottog Jörgen Zarah Leander-stipendiet.

## Teater

### Roller
| År   | Roll            | Produktion                                                               | Regi             | Teater         |
| ---- | --------------- | ------------------------------------------------------------------------ | ---------------- | -------------- |
| 1989 | Vittorio Vitale | Sweet Charity Neil Simon, Cy Coleman och Dorothy Fields                  | Hans Bergström   | Östgötateatern |
| 1995 | Albin/Zaza      | Min mamma herr Albin (La Cage aux folles) Jean Poiret                    | Hans Bergström   | Folkan         |
| 1998 | Orin Scrivello  | Little Shop of Horrors Alan Menken och Howard Ashman                     | Magnus Bergquist | Östgötateatern |
| 2002 | Tiger Brown     | Tolvskillingsoperan (Die Dreigroschenoper) Bertolt Brecht och Kurt Weill | Åsa Melldahl     | Östgötateatern |
| 2008 |                 | Cabaret Joe Masteroff, John Kander och Fred Ebb                          | Tereza Andersson | Östgötateatern |